# Senado de Illinois
O Senado de Illinois é a câmara alta da Assembleia Geral de Illinois, o poder legislativo deste estado americano. O corpo foi criado em 1818 e é constituído por 59 senadores eleitos por distritos legislativos. Atualmente, o Partido Democrata possui maioria na casa.